# PM (entreprise)
 (août 2024).
La mise en forme du texte ne suit pas les recommandations de Wikipédia : il faut le « wikifier ».
Les points d'amélioration suivants sont les cas les plus fréquents. Le détail des points à revoir est peut-être précisé sur la page de discussion.
- Les titres sont pré-formatés par le logiciel. Ils ne sont ni en capitales, ni en gras.
- Le texte ne doit pas être écrit en capitales (les noms de famille non plus), ni en gras, ni en italique, ni en « petit »…
- Le gras n'est utilisé que pour surligner le titre de l'article dans l'introduction, une seule fois.
- L'italique est rarement utilisé : mots en langue étrangère, titres d'œuvres, noms de bateaux, etc.
- Les citations ne sont pas en italique mais en corps de texte normal. Elles sont entourées par des guillemets français : « et ».
- Les listes à puces sont à éviter, des paragraphes rédigés étant largement préférés. Les tableaux sont à réserver à la présentation de données structurées (résultats, etc.).
- Les appels de note de bas de page (petits chiffres en exposant, introduits par l'outil «  Source ») sont à placer entre la fin de phrase et le point final[comme ça].
- Les liens internes (vers d'autres articles de Wikipédia) sont à choisir avec parcimonie. Créez des liens vers des articles approfondissant le sujet. Les termes génériques sans rapport avec le sujet sont à éviter, ainsi que les répétitions de liens vers un même terme.
- Les liens externes sont à placer uniquement dans une section « Liens externes », à la fin de l'article. Ces liens sont à choisir avec parcimonie suivant les règles définies. Si un lien sert de source à l'article, son insertion dans le texte est à faire par les notes de bas de page.
- La présentation des références doit suivre les conventions bibliographiques. Il est recommandé d'utiliser les modèles {{Ouvrage}}, {{Chapitre}}, {{Article}}, {{Lien web}} et/ou {{Bibliographie}}. Le mode d'édition visuel peut mettre en forme automatiquement les références.
- Insérer une infobox (cadre d'informations à droite) n'est pas obligatoire pour parachever la mise en page.

Pour une aide détaillée, merci de consulter Aide:Wikification.
Si vous pensez que ces points ont été résolus, vous pouvez retirer ce bandeau et améliorer la mise en forme d'un autre article.
Pour les articles homonymes, voir PM.

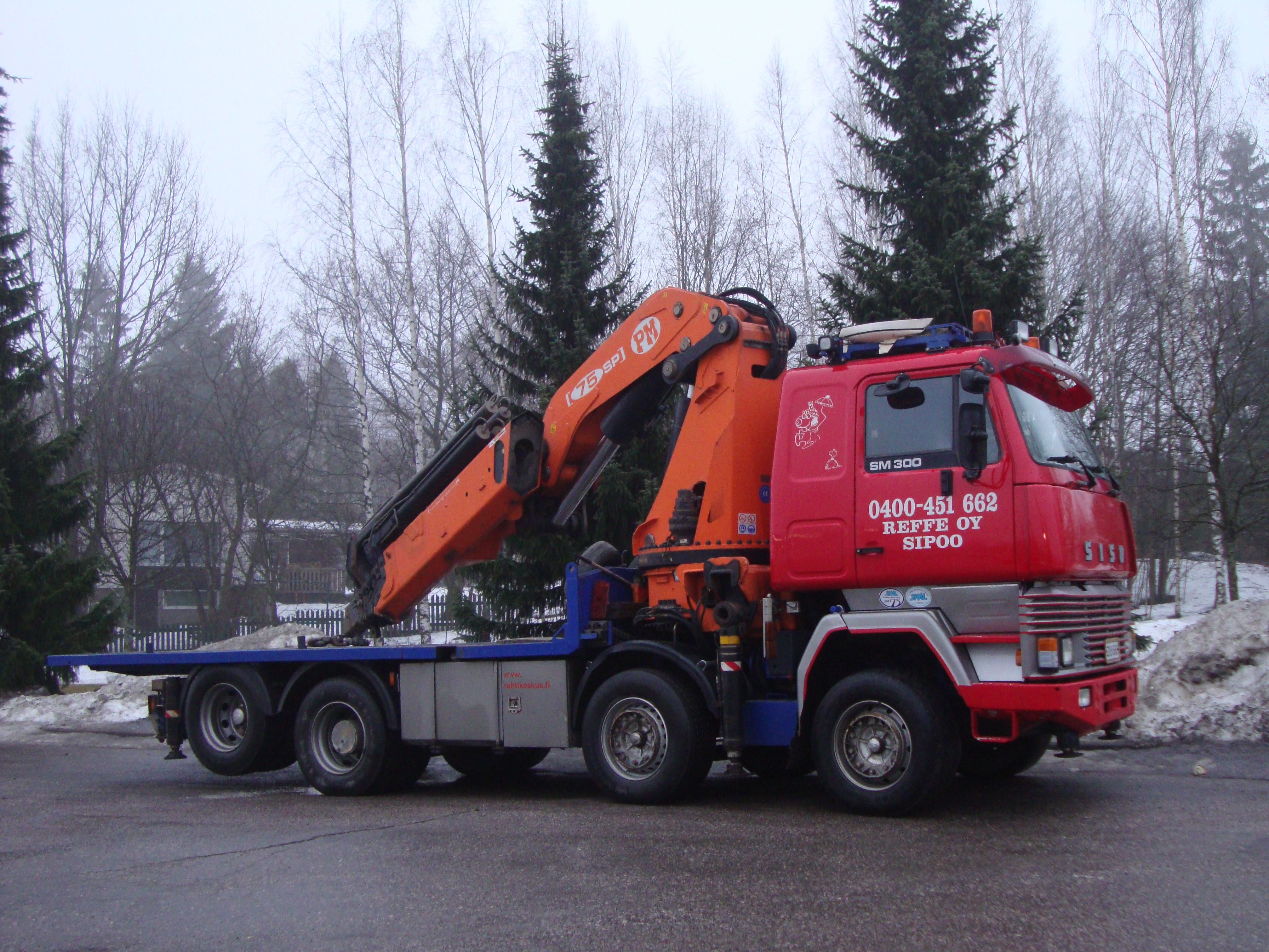
Camion Sisu SM300 équipé d'une grue PM 75 SP (Finlande 2011)

La société PM S.p.A. est une entreprise italienne spécialisée dans la construction de grues hydrauliques auxiliaires (Lorry loader) montées sur un châssis de camion et tous matériels mobiles.

## Histoire
La société Precisione Meccanica S.r.l., devenu plus tard Autogru PM, a été fondée en 1959 pour construire des grues hydrauliques pour camions.
À la fin des années 1960, l'entreprise consolide sa base industrielle et, en 1972, devient une société anonyme par actions.
Le développement de l'entreprise suit l'évolution rapide du secteur des transports en Italie, ce qui lui permet d'atteindre, dès le début des années 1980, une production de plus de 1 000 grues par an, devenant ainsi l'un des plus importants constructeurs de grues auxiliaires au monde, présent sur le marché international.
En 1990, la société PM S.p.A. fête ses 30 ans d'activité et poursuit sa croissance avec une présence importante sur les marchés internationaux. La structure de l'entreprise compte 140 salariés sur un site industriel de 42 000 m2 de surface totale, dont 15 000 m2 d'ateliers pour une production de 2 000 grues par an.
En 2000, la société poursuit son développement en conservant son avance technologique ce qui lui permet d'atteindre une production de plus de 4 000 grues par an. En 2003, elle rachète la société Oil & Steel S.r.l..
En 2005, le développement de la société la conduit à ouvrir une usine à Arad en Roumanie pour renforcer sa présence dans les pays d'Europe de l'Est. La même année, elle rachète la société italienne Pilosio S.r.l., spécialiste mondial des équipements pour les chantiers spéciaux importants de génie-civil.
En 2006, afin de poursuivre sa croissance, la société se transforme en un groupe industriel avec des filiales et la constitution de succursales à l'étranger, dans l'ordre chronologique :  Roumanie (production et vente), Amérique du Nord, France, Argentine, Espagne, Chili, Mexique, Royaume-Uni, Espagne, Allemagne, Russie, Singapour et Dubaï. Le groupe PM SpA est le premier fabricant italien de grues hydrauliques auxiliaires à bras articulés pour camions. 
En 2015, le groupe PM SpA est racheté par le groupe américain Manitex International Inc.. La nouvelle direction décide de fusionner PM Group Spa et sa filiale Oil & Steel SpA pour créer le groupe PM Oil & Steel SpA.
En 2019, le groupe PM SpA fête ses 60 ans et Giovanni Tacconi est nommé Directeur de la division grues.

## Actionnaires
Après avoir longtemps été une entreprise familiale, la société a reprise par un groupe d'entrepreneurs et les cadres de la société. Le groupe PM S.p.A. a été racheté en 2015 par le groupe américain Manitex International Inc.

## Production
Le groupe PM SpA dispose d'une gamme de 50 séries de grues auxiliaires pour camions offrant plus de 350 configurations.
Le groupe PM S.p.A. produit différents types de grues et engins de levage pour des applications spécialisées et génériques :
- grues hydrauliques auxiliaires à flèche articulée sur camion, avec des capacités de levage allant de 450 kg à 150 tonnes ;
- grues pour wagons de chemin de fer et tous engins motorisés équipés de traverses de stabilisation latérales ;
- accessoires pour grues :
  - griffes à bois,
  - foreuses,
  - grappins hydrauliques,
  - rotateurs hydrauliques et mécaniques jusqu'à 12 tonnes,
  - pinces pour produits non livrés sur palettes,
  - crochets pivotants,
  - fourches à palettes,
  - nacelles auto-nivelantes,
  - palonniers,
  - bennes preneuses.

La gamme des grues auxiliaires sur camions PM comprend plusieurs catégories :
- grues pour petites charges : modèles PM 2.8 Classic, PM 3P Classic Plus, PM 3.9P Classic Plus et PM 3.6 Classic. Grues installées sur petits camions de 3,5 tonnes pouvant soulever des charges de 850 kg à 3,5 mètres jusqu'à 365 kg à 7,5 mètres ;
- grues pour charges légères : modèles PM 4 à PM 15.5 Classic. Grues pouvant soulever 2,75 tonnes à 4,75 mètres jusqu'à 670 kg à 14 mètres à l'horizontale, montées sur des camions de 5 tonnes de PTAC pour les plus petits modèles aux camions de 18/19 tonnes pour les plus puissantes ;
- grues pour charges moyennes : modèles PM 16,5 S à PM 40.5 SP Platinium. Grues pouvant soulever des charges de 7,5 tonnes à 4,35 mètres jusqu'à 570 kg à 26,2 mètres à l'horizontale, montées sur des camions porteurs 6x4 de 26 tonnes de PTAC au minimum ;
- grues pour charges lourdes : modèles PM 47.5 SP Gold à PM 83.5 SP Platinium. Grues pouvant soulever des charges de 14,3 tonnes à 4,75 mètres jusqu'à 2,4 tonnes à 22,7 mètres à l'horizontale, montées sur des porteurs 8x4 ;
- grues pour charges super lourdes : modèles PM 100 SP Platinium, PM 150 SP Platinium et 210 SP Platinium. Grues pouvant soulever des charges de 19 tonnes à 7,35 mètres jusqu'à 630 kg à 45,25 mètres à l'horizontale, montées sur des porteurs 8x4 ;
- powerLift :  bras pour charges jusqu'à 4,5 tonnes à 19 mètres à l'horizontale à 22,5 mètres de hauteur[3] ;
- grues TP : 3 modèles gamme de chantier pour soulever des charges de 4,6 tonnes à 4,25 mètres jusqu'à 1,8 tonnes à 10,30 mètres à l'horizontale, montées sur des porteurs 4x2 à 6x4.

## Oil & Steel S.p.A.
La société Oil & Steel S.p.A., dont le siège social et l'usine de production sont situés à San Cesario sul Panaro dans la province de Modène, fondée en 1995, est une filiale du groupe PM depuis son rachat en été 2003, spécialisée dans la production de nacelles élévatrices. Elle dispose de 4 lignes de produits avec  plus de 20 modèles pouvant être installés sur des camions à partir de 3,5 tonnes. Les derniers modèles présentés sont : 
- Snake 2413 Plus - la plateforme peut atteindre une hauteur de travail de 23,5 mètres, avec une portée de 12,6 mètres sur IVECO EuroCargo
- Snake 2010 H sur IVECO Daily -
- Octopus 14 Electric & 23
- Scorpion 2013 Hybrid.

## Valla S.r.l.
Valla S.r.l. est une entreprise italienne, filiale du groupe PM, fondée en 1945 spécialisée dans les grues automotrices, leader mondial du secteur, après avoir franchi le cap impressionnant de plus de 10 000 grues automotrices pour divers secteurs industriels, notamment la pétrochimie, l'aéronautique et l'automobile. Les nouvelles grues Valla 250 E, une machine électrique au sommet de sa catégorie, dotée d'une grande sécurité et d'une grande innovation technologique. Portée : 25 tonnes à 14 mètres et V70E, avec une portée de 9 tonnes sur un petit camion de 3,5 tonnes de PTAC.

## Pilosio S.r.l.
Pilosio S.r.l. est une marque historique italienne, fondée en 1961 dans le Frioul-Vénétie Julienne, spécialisée dans le secteur des équipements techniques pour les travaux de construction, échafaudages multidirectionnels et structures suspendues, clôtures de chantier, coffrages spéciaux, plateformes auto-élévatrices de façade, couvertures temporaires de chantier, tours d'étayage pour ponts et viaducs, ascenseurs de chantier et blindage pour tranchées et tunnels. La société a été rachetée par le groupe PM en fin d'année 2005. Pilosio SpA comporte une filiale, l'entreprise Lama Due Srl, spécialisée dans la production d'échafaudages et de toitures en aluminium.